# ماساميتسو نايتو
ماساميتسو نايتو هو سياسي ياباني، ولد في 29 يناير 1964 في أوكازاكي في اليابان. حزبياً، نشط في الحزب الديمقراطي الياباني. وقد انتخب عضو مجلس المستشارين (12 يوليو 1998 – 25 يوليو 2010).